# Eitoku (krater)
Eitoku är en nedslagskrater på planeten Merkurius, med en diameter på ungefär 101 kilometer.
1976 uppkallades kratern efter konstnären Kanō Eitoku.